# Skällåkra och Lingome
Skällåkra och Lingome – miejscowość (tätort) w Szwecji, w regionie administracyjnym (län) Halland, w gminie Varberg.
Według danych Szwedzkiego Urzędu Statystycznego liczba ludności wyniosła: 237 (31 grudnia 2018) i 239 (31 grudnia 2019).